# Team Qhubeka NextHash
Team Qhubeka NextHash was een Zuid-Afrikaanse professionele wielerploeg. De ploeg kreeg in 2008 een licentie voor internationale wedstrijden onder de naam TQA. Van 2016 tot en met 2021 reed de ploeg in de UCI World Tour.

## Geschiedenis
De wielerploeg werd de jaren negentig opgericht door de Zuid-Afrikaanse wielrenner Douglas Ryder en had aanvankelijk computerbedrijven als naamsponsor: eerst Lotus, later ook IBM en van 2002 tot 2007 de Zuid-Afrikaanse afdeling van Microsoft. In 2007 werd de Zuid-Afrikaanse gsm-provider MTN de hoofdsponsor. Het jaar daarop verkreeg MTN zijn eerste UCI-licentie maar verlengde deze niet in 2009. Sinds 2010 heeft deze ploeg opnieuw een licentie, waardoor het opnieuw mogelijk werd om deel te nemen aan de Continentale circuits van de UCI.
In 2011 voegde de ploeg Qhubeka toe aan de naam. Dit verwijst naar een project in Zuid-Afrika om kinderen en volwassenen fietsen te schenken zodat ze naar school of werk kunnen rijden. Qhubeka is geen sponsor, maar wordt juist gesteund door de wielerploeg.
Vanaf het seizoen 2013 was MTN-Qhubeka een professioneel-continentale wielerploeg, en doet het ook mee om wildcards te verdienen voor World Tourwedstrijden. In 2014 kreeg het een wildcard voor de Ronde van Spanje en in 2015 voor de Ronde van Frankrijk. In die laatste ronde won MTN-Qhubekarenner Steve Cummings in de veertiende etappe. Dat gebeurde op 18 juli, Nelson Mandela-dag. Serge Pauwels werd de best geklasseerde renner in het eindklassement, hij finishte op een 13e plaats en was daarmee ook de beste Belg.
In 2016 werd met Dimension Data een nieuwe hoofdsponsor gevonden en verkreeg de ploeg de status van Pro-Tourploeg. Met onder meer het aantrekken van Mark Cavendish en Kanstantsin Siwtsow werd de ploeg verder versterkt. Daarnaast werd bekend dat de ploeg een opleidingsploeg met een continentale licentie zou krijgen, later werd bekend dat dit team Dimension Data for Qhubeka zou gaan heten.
Omdat Dimension Data onderdeel werd van het moederbedrijf NTT, kreeg de ploeg vanaf het seizoen 2020 NTT als naamsponsor. In september 2020 werd aangekondigd dat de naamsponsor NTT het contract niet zal verlengen in 2021. De team manager Bjarne Riis bevestigde op 11 november 2020, na minder dan een jaar de functie te hebben vervuld, ook zijn vertrek.
Op 23 december verstrekte de UCI de ploeg de licentie voor de World Tour, wat betekende dat de ploeg in 2021 door gaat als Team Qhubeka-ASSOS. Voor aanvang van de Ronde van Frankrijk 2021 werd in NextHash een nieuwe sponsor voor vijf jaar aangekondigd wat gepaard ging met een directe naamswijziging tot Team Qhubeka NextHash.
Eind 2021 verdween de ploeg uit het peloton.

## Belangrijkste resultaten

### Grote ronden
| Jaar | Ronde van Italië               | Ronde van Italië                                            | Ronde van Frankrijk   | Ronde van Frankrijk                                 | Ronde van Spanje              | Ronde van Spanje       |
| Jaar | hoogste klassering             | etappewinst                                                 | hoogste klassering    | etappewinst                                         | hoogste klassering            | etappewinst            |
| ---- | ------------------------------ | ----------------------------------------------------------- | --------------------- | --------------------------------------------------- | ----------------------------- | ---------------------- |
| 2014 | geen deelname                  | geen deelname                                               | geen deelname         | geen deelname                                       | 17e Sergio Pardilla           |                        |
| 2015 | geen deelname                  | geen deelname                                               | 13e Serge Pauwels     | 14e Steve Cummings                                  | 10e Louis Meintjes            | 10e Kristian Sbaragli  |
| 2016 | 10e Kanstantsin Siwtsow        |                                                             | 42e Serge Pauwels     | 1e, 3e , 6e en 14e Mark Cavendish 7e Steve Cummings | Omar Fraile 38e Merhawi Kudus |                        |
| 2017 | 36e Jacques Janse Van Rensburg | 11e Omar Fraile                                             | 19e Serge Pauwels     | 19e Edvald Boasson Hagen                            | 35e Igor Antón                |                        |
| 2018 | 44e Benjamin King              |                                                             | 59e Tom-Jelte Slagter |                                                     | 31e Merhawi Kudus             | 4e en 9e Benjamin King |
| 2019 | 32e Ben O'Connor               |                                                             | 16e Roman Kreuziger   |                                                     | 25e Ben O'Connor              |                        |
| 2020 | 11e Domenico Pozzovivo         | 17e Ben O'Connor                                            | 73e Michael Valgren   |                                                     | 20e Gino Mäder                |                        |
| 2021 | 57e Kilian Frankiny            | 11e Mauro Schmid 13e Giacomo Nizzolo 15e Victor Campenaerts | 21e Sergio Henao      |                                                     | 51e Fabio Aru                 |                        |

### Klassiekers
2013
Milaan-San Remo: Gerald Ciolek
2007 · 2008 · 2009 · 2010 · 2011 · 2012 · 2013 · 2014 · 2015 · 2016 · 2017 · 2018 · 2019 · 2020 · 2021
Alpecin-Deceuninck · Arkéa-B&B Hotels · Bahrain-Victorious · Cofidis · Decathlon AG2R La Mondiale · EF Education-EasyPost · Groupama-FDJ · INEOS Grenadiers · Intermarché-Wanty · Lidl-Trek · Movistar Team · Red Bull-BORA-hansgrohe · Soudal Quick-Step · Jayco AlUla · Picnic PostNL · UAE Team Emirates-XRG · Visma-Lease a Bike · XDS Astana Team
Zie ook: UCI World Tour 2025 · Continental Circuits